# 全唇花属
全唇花属（学名：Holocheila）是唇形科下的一个属，为草本植物。该属仅有全唇花（Holocheila longipedunculata）一种，分布于中国云南。

## 下属物种
- 全唇花 Holocheila longipedunculata